# Guinea ai Giochi della XXXI Olimpiade
La Guinea partecipò ai Giochi della XXXI Olimpiade, svoltisi a Rio de Janeiro, Brasile, dal 5 al 21 agosto 2016, con una delegazione di 5 atleti impegnati in 3 discipline: atletica leggera, judo e nuoto.
Alla cerimonia di apertura la Guinea sfilò all'87º posto, preceduta dalla Guyana e seguita dalla Guinea Equatoriale; portabandiera fu la judoka Mamadama Bangoura, alla sua prima Olimpiade.
Fu l'undicesima partecipazione di questo paese ai Giochi Olimpici. Non furono conquistate medaglie.

## Risultati

### Atletica leggera
| Q | Qualificato al turno successivo per la posizione in qualificazione                                                           |
| q | Qualificato per il turno successivo per ripescaggio o, negli eventi su campo, conquistando la misura minima per qualificarsi |

Maschile
| Atleta                 | Evento      | Preliminari | Preliminari | Batteria    | Batteria    | Semifinale  | Semifinale  | Finale      | Finale      |
| Atleta                 | Evento      | Risultato   | Posizione   | Risultato   | Posizione   | Risultato   | Posizione   | Risultato   | Posizione   |
| ---------------------- | ----------- | ----------- | ----------- | ----------- | ----------- | ----------- | ----------- | ----------- | ----------- |
| Mohamed Lamine Dansoko | 100 m piani | 11.05       | 6           | non qualif. | non qualif. | non qualif. | non qualif. | non qualif. | non qualif. |

Femminile
| Atleta        | Evento      | Preliminari | Preliminari | Batteria    | Batteria    | Semifinale  | Semifinale  | Finale      | Finale      |
| Atleta        | Evento      | Risultato   | Posizione   | Risultato   | Posizione   | Risultato   | Posizione   | Risultato   | Posizione   |
| ------------- | ----------- | ----------- | ----------- | ----------- | ----------- | ----------- | ----------- | ----------- | ----------- |
| Makoura Keita | 100 m piani | 12.66       | 4           | non qualif. | non qualif. | non qualif. | non qualif. | non qualif. | non qualif. |

### Judo
Femminile
| Atleta            | Evento | Preliminari          | 16-esimi               | Ottavi               | Quarti               | Semifinali           | Ripescaggio          | Med. bronzo          | Finale               | Posizione       |                 |
| Atleta            | Evento | Avversario Risultato | Avversario Risultato   | Avversario Risultato | Avversario Risultato | Avversario Risultato | Avversario Risultato | Avversario Risultato | Avversario Risultato | Posizione       |                 |
| ----------------- | ------ | -------------------- | ---------------------- | -------------------- | -------------------- | -------------------- | -------------------- | -------------------- | -------------------- | --------------- | --------------- |
| Mamadama Bangoura | −63 kg | Bye                  | García (ECU) P (0-100) | non qualificato      | non qualificato      | non qualificato      | non qualificato      | non qualificato      | non qualificato      | non qualificato | non qualificato |

### Nuoto
Maschile
| Atleta        | Gara             | Batteria | Batteria  | Semifinale      | Semifinale      | Finale          | Finale          |
| Atleta        | Gara             | Tempo    | Posizione | Tempo           | Posizione       | Tempo           | Posizione       |
| ------------- | ---------------- | -------- | --------- | --------------- | --------------- | --------------- | --------------- |
| Amadou Camara | 50m stile libero | 27.35    | 78        | Non qualificato | Non qualificato | Non qualificato | Non qualificato |

Femminile
| Atleta      | Gara             | Batteria | Batteria  | Semifinale      | Semifinale      | Finale          | Finale          |
| Atleta      | Gara             | Tempo    | Posizione | Tempo           | Posizione       | Tempo           | Posizione       |
| ----------- | ---------------- | -------- | --------- | --------------- | --------------- | --------------- | --------------- |
| Mariama Sow | 50m stile libero | 39.85    | 87        | Non qualificato | Non qualificato | Non qualificato | Non qualificato |